# Notiospathius columbianus
Notiospathius columbianus är en stekelart som först beskrevs av Günther Enderlein 1912.  Notiospathius columbianus ingår i släktet Notiospathius och familjen bracksteklar. Inga underarter finns listade i Catalogue of Life.